# Estación científica del noreste (Rusia)
La Estación Científica del Noreste (En ruso: Северо-Восточная научная станция РАН) es una estación de investigación del Ártico ubicada en Chersky, República de Sajá, en el noreste de Siberia, administrada por la Academia de Ciencias de Rusia. Es una de las tres estaciones árticas más grandes del mundo. 

## Descripción
La Estación Científica del Noreste se utiliza como base permanente para investigaciones en biología ártica, geofísica y física atmosférica. La estación también alberga la administración del Parque del Pleistoceno, una reserva de vida silvestre experimental local de 160 kilómetros cuadrados.
Chersky, que lleva el nombre del explorador ruso Jan Czerski, está situado sobre carbono congelado del Pleistoceno. Los sedimentos aquí están compuestos de 50% de hielo y 50 % de loess, que es un sedimento arrastrado por el viento; el contenido de carbono de los depósitos de loess es cinco veces mayor que el del suelo de un bosque tropical. Durante cada derretimiento anual, se pierde entre el 2 y el 5 % del carbono almacenado en los depósitos de loess. 

## Personal y financiamiento
El personal residente está formado por Nikita Zimov (director), Sergey Davydov, Galina Zimova, Sergey Zimov y Anastasija Zimova.  Además, alrededor de sesenta investigadores internacionales visitan anualmente el instituto. 
El sueldo del personal residente lo paga la organización matriz, la Academia de Ciencias de Rusia. La estación está financiada por la Sociedad Max Planck. 